# فهرست قنات‌های شهرستان تویسرکان
جدول زیر بر اساس آمار وزارت جهاد کشاورزیتهیه شده‌است. فهرست زیر قنات‌های شهرستان تویسرکان در استان همدان را نشان می‌دهد.
| نام قنات      | موقعیت                           | نزدیک‌ترین روستا | طول قنات (متر) | تعداد میله چاه | عمق مادر چاه | دبی (لیتر بر ثانیه) | سطح زیر کشت (هکتار) |
| ------------- | -------------------------------- | --------------- | -------------- | -------------- | ------------ | ------------------- | ------------------- |
| ابودردا       | بخشی نامعلوم در شهرستان تویسرکان | ابودردا         | ۲۵۰            | ۱۳             | ۱۲           | ۶                   | ۳۰                  |
| احمدآباد      | بخشی نامعلوم در شهرستان تویسرکان | احمدآباد        | ۳۵۰            | ۱۲             | ۱۴           | ۶                   | ۲۰                  |
| احمدآباد      | بخشی نامعلوم در شهرستان تویسرکان | احمدآباد        | ۳۵۰            | ۱۲             | ۸            | ۶                   | ۲۰                  |
| اشان          | بخشی نامعلوم در شهرستان تویسرکان | ورداورد علیا    | ۲۰۰            | ۸              | ۹            | ۷                   | ۵۰                  |
| اشتران        | بخشی نامعلوم در شهرستان تویسرکان | اشتران          | ۴۵۰            | ۱۸             | ۱۶           | ۱۰                  | ۱۰۰                 |
| اشترمل        | بخشی نامعلوم در شهرستان تویسرکان | اشترمل          | ۴۰۰            | ۱۳             | ۱۰           | ۶                   | ۴۰                  |
| اشترمل        | بخشی نامعلوم در شهرستان تویسرکان | اشترمل          | ۴۵۰            | ۱۴             | ۱۲           | ۷                   | ۶۰                  |
| بادامک        | بخشی نامعلوم در شهرستان تویسرکان | بادامک          | ۳۰۰            | ۱۱             | ۱۰           | ۸                   | ۱۸                  |
| باغ برگچه     | بخشی نامعلوم در شهرستان تویسرکان | حاجی تو         | ۲۵۰            | ۹              | ۱۲           | ۶                   | ۳۰                  |
| بالاآباد ی    | بخشی نامعلوم در شهرستان تویسرکان | مرادآباد        | ۳۷۰            | ۱۴             | ۱۲           | ۶                   | ۵۰                  |
| برفیان        | بخشی نامعلوم در شهرستان تویسرکان | برفیان          | ۳۵۰            | ۱۲             | ۱۲           | ۶                   | ۳۰                  |
| برگچه         | بخشی نامعلوم در شهرستان تویسرکان | برگچه           | ۲۰۰            | ۷              | ۹            | ۴                   | ۳۰                  |
| تقی‌آباد       | بخشی نامعلوم در شهرستان تویسرکان | تقی‌آباد         | ۴۰۰            | ۱۸             | ۸            | ۱۰                  | ۱۰۰                 |
| توسگ          | بخشی نامعلوم در شهرستان تویسرکان | قلقل            | ۳۰۰            | ۱۷             | ۱۲           | ۹                   | ۶۰                  |
| تویسرکان      | بخشی نامعلوم در شهرستان تویسرکان | تویسرکان        | ۴۰۰            | ۱۴             | ۱۶           | ۷۰                  | ۴۰                  |
| تویسرکان      | بخشی نامعلوم در شهرستان تویسرکان | تویسرکان        | ۸۰۰            | ۲۵             | ۱۸           | ۱۲                  | ۳۰                  |
| تویسرکان      | بخشی نامعلوم در شهرستان تویسرکان | تویسرکان        | ۱۲۰۰           | ۴۰             | ۲۰           | ۱۰                  | ۴۰                  |
| تویسرکان      | بخشی نامعلوم در شهرستان تویسرکان | تویسرکان        | ۱۰۰۰           | ۳۵             | ۳۰           | ۳۰                  | ۸۰                  |
| تویسرکان      | بخشی نامعلوم در شهرستان تویسرکان | تویسرکان        | ۴۰۰            | ۱۳             | ۱۳           | ۶                   | ۲۰                  |
| تپه کرزان     | بخشی نامعلوم در شهرستان تویسرکان | کلنجان          | ۵۰۰            | ۱۷             | ۱۴           | ۹                   | ۶۰                  |
| تیمی جان      | بخشی نامعلوم در شهرستان تویسرکان | تهیی جان        | ۳۷۰            | ۱۳             | ۱۶           | ۹                   | ۷۰                  |
| جعفریه        | بخشی نامعلوم در شهرستان تویسرکان | جعفریه          | ۷۰۰            | ۲۳             | ۱۷           | ۹                   | ۸۰                  |
| جوآسیاب       | بخشی نامعلوم در شهرستان تویسرکان | باباپیرعلی      | ۶۰۰            | ۲۰             | ۲۰           | ۹                   | ۱۵۰                 |
| جیجنکوه       | بخشی نامعلوم در شهرستان تویسرکان | جیجنکوه         | ۳۵۰            | ۱۱             | ۸            | ۷                   | ۴۰                  |
| حاجی‌آباد      | بخشی نامعلوم در شهرستان تویسرکان | حاجی‌آباد        | ۲۰۰            | ۱۰             | ۱۴           | ۸                   | ۸۰                  |
| حبیب‌آباد      | بخشی نامعلوم در شهرستان تویسرکان | باباکمال        | ۱۷۰۰           | ۴۰             | ۱۷           | ۱۲                  | ۶۰                  |
| حمیل‌آباد      | بخشی نامعلوم در شهرستان تویسرکان | حمیل‌آباد        | ۹۰۰            | ۳۲             | ۱۸           | ۳۰                  | ۱۷۰                 |
| خان‌آباد       | بخشی نامعلوم در شهرستان تویسرکان | درواز           | ۲۵۰            | ۱۰             | ۹            | ۶                   | ۲۰                  |
| دایه مرده     | بخشی نامعلوم در شهرستان تویسرکان | بوستانرو        | ۴۵۰            | ۱۷             | ۱۲           | ۵                   | ۳۰                  |
| دره ده        | بخشی نامعلوم در شهرستان تویسرکان | جراء            | ۳۵۰            | ۱۱             | ۱۲           | ۸                   | ۲۰                  |
| دره مرو       | بخشی نامعلوم در شهرستان تویسرکان | بادامک          | ۳۵۰            | ۱۲             | ۸            | ۷                   | ۲۰                  |
| دره گنیله     | بخشی نامعلوم در شهرستان تویسرکان | سوتلق           | ۴۰۰            | ۱۷             | ۱۲           | ۹                   | ۸۰                  |
| درو           | بخشی نامعلوم در شهرستان تویسرکان | ابرلاق          | ۲۰۰            | ۹              | ۱۷۰          | ۴                   | ۱۷۰                 |
| درواز         | بخشی نامعلوم در شهرستان تویسرکان | درواز           | ۳۰۰            | ۱۴             | ۱۲           | ۶                   | ۴۰                  |
| دهنه          | بخشی نامعلوم در شهرستان تویسرکان | باباکمال        | ۲۰۰۰           | ۶۰             | ۳۲           | ۲۰۰                 | ۲۰                  |
| دوشاخ         | بخشی نامعلوم در شهرستان تویسرکان | گنجه            | ۴۵             | ۱۰             | ۱۴           | ۸                   | ۱۷۰                 |
| دولایی        | بخشی نامعلوم در شهرستان تویسرکان | دولائی          | ۵۰۰            | ۱۴             | ۱۲           | ۶                   | ۸۰                  |
| زاغه          | بخشی نامعلوم در شهرستان تویسرکان | زاغه            | ۳۰۰            | ۱۲             | ۱۲           | ۸                   | ۴۰                  |
| زیوج          | بخشی نامعلوم در شهرستان تویسرکان | زیوج            | ۱۸۰            | ۱۰             | ۸            | ۶                   | ۵۰                  |
| سادات‌آباد     | بخشی نامعلوم در شهرستان تویسرکان | دره عثمان       | ۲۷۰            | ۱۰             | ۱۱           | ۶                   | ۴۰                  |
| سازیان        | بخشی نامعلوم در شهرستان تویسرکان | سازیان          | ۲۵۰            | ۱۲             | ۱۲           | ۸                   | ۸۰                  |
| سرابی         | بخشی نامعلوم در شهرستان تویسرکان | سرابی           | ۶۰۰            | ۱۷             | ۱۸           | ۱۲                  | ۴۰                  |
| سرابی         | بخشی نامعلوم در شهرستان تویسرکان | سرابی           | ۳۰۰            | ۱۱             | ۱۰           | ۶                   | ۲۰                  |
| سرابی         | بخشی نامعلوم در شهرستان تویسرکان | سرابی           | ۴۰۰            | ۱۶             | ۱۴           | ۸                   | ۶۰                  |
| سرابی         | بخشی نامعلوم در شهرستان تویسرکان | سرابی           | ۶۰۰            | ۲۰             | ۱۷           | ۱۲                  | ۸۰                  |
| سرابی         | بخشی نامعلوم در شهرستان تویسرکان | سرابی           | ۶۰۰            | ۲۰             | ۱۴           | ۱۰                  | ۱۲۰                 |
| سرکان         | بخشی نامعلوم در شهرستان تویسرکان | سرکان           | ۳۵۰            | ۱۴             | ۱۲           | ۶                   | ۲۰                  |
| سرکان         | بخشی نامعلوم در شهرستان تویسرکان | سرکان           | ۷۰۰            | ۲۰             | ۱۴           | ۱۰                  | ۴۰                  |
| سرکان         | بخشی نامعلوم در شهرستان تویسرکان | سرکان           | ۳۰۰            | ۱۲             | ۱۲           | ۷                   | ۲۰                  |
| سرکان         | بخشی نامعلوم در شهرستان تویسرکان | سرکان           | ۱۸۰۰           | ۵۲             | ۱۸           | ۱۸                  | ۲۰۰                 |
| سماوات        | بخشی نامعلوم در شهرستان تویسرکان | سماوات          | ۲۵۰            | ۷۰             | ۷۰           | ۶۰                  | ۲۵۰                 |
| سنجوران       | بخشی نامعلوم در شهرستان تویسرکان | سنجوران         | ۲۰۰            | ۸              | ۸            | ۸                   | ۴۰                  |
| سهامیه        | بخشی نامعلوم در شهرستان تویسرکان | سهامیه          | ۳۰۰۰           | ۸۰             | ۵۰           | ۳۵                  | ۱۶۰                 |
| سهوادره       | بخشی نامعلوم در شهرستان تویسرکان | کوزان           | ۷۰۰            | ۲۰             | ۱۴           | ۶                   | ۲۰۰                 |
| سگاوی         | بخشی نامعلوم در شهرستان تویسرکان | سگاوی           | ۴۰۰            | ۲۰             | ۱۶           | ۴۰                  | ۱۲۰                 |
| سیدشهاب       | بخشی نامعلوم در شهرستان تویسرکان | سیدشهاب         | ۳۰۰            | ۱۲             | ۱۲           | ۸                   | ۳۰                  |
| سیدشهاب       | بخشی نامعلوم در شهرستان تویسرکان | سیدشهاب         | ۴۵۰            | ۱۵             | ۱۴           | ۹                   | ۸۰                  |
| شانشین        | بخشی نامعلوم در شهرستان تویسرکان | حاجی تو         | ۲۸۰            | ۱۳             | ۱۲           | ۸                   | ۸۰                  |
| شان‌آباد       | بخشی نامعلوم در شهرستان تویسرکان | شان‌آباد         | ۲۰۰۰           | ۳۰۰            | ۱۴           | ۱۵                  | ۶۰۰                 |
| شان‌آباد       | بخشی نامعلوم در شهرستان تویسرکان | شان‌آباد         | ۳۵۰            | ۱۷             | ۱۲۰          | ۲۰                  | ۲۰۰                 |
| شاهزید        | بخشی نامعلوم در شهرستان تویسرکان | شاهزید          | ۴۰۰            | ۱۷             | ۱۶           | ۶                   | ۲۰                  |
| شاهزید        | بخشی نامعلوم در شهرستان تویسرکان | شاهزید          | ۳۰۰            | ۱۲             | ۱۴           | ۸                   | ۲۰                  |
| شاهزید        | بخشی نامعلوم در شهرستان تویسرکان | شاهزید          | ۳۵۰            | ۱۴             | ۱۲           | ۶                   | ۳۰                  |
| شاهزید        | بخشی نامعلوم در شهرستان تویسرکان | شاهزید          | ۳۰۰            | ۱۲             | ۱۰           | ۷                   | ۲۰                  |
| شهرستانه      | بخشی نامعلوم در شهرستان تویسرکان | شهرستانه        | ۲۲۰            | ۱۲             | ۱۲           | ۶                   | ۴۰                  |
| شوق‌آباد       | بخشی نامعلوم در شهرستان تویسرکان | شوق‌آباد         | ۹۰۰            | ۲۸             | ۱۸           | ۰                   | ۲۰۰                 |
| عباس‌آباد      | بخشی نامعلوم در شهرستان تویسرکان | باباکمال        | ۱۲۰۰           | ۳۸             | ۲۰           | ۱۲                  | ۱۰۰                 |
| فتح‌آباد       | بخشی نامعلوم در شهرستان تویسرکان | حاجی تو         | ۳۰۰            | ۱۲             | ۸            | ۵                   | ۳۰                  |
| قازاقاچی      | بخشی نامعلوم در شهرستان تویسرکان | مالیچه          | ۴۵۰            | ۱۵             | ۱۴           | ۷                   | ۱۲۰                 |
| قاسم‌آباد      | بخشی نامعلوم در شهرستان تویسرکان | حاجی تو         | ۴۰۰            | ۱۳             | ۱۴           | ۷                   | ۴۰                  |
| قبله          | بخشی نامعلوم در شهرستان تویسرکان | قلعه آستجان     | ۷۰۰            | ۲۲             | ۱۴           | ۸                   | ۱۳۰                 |
| قشلاق         | بخشی نامعلوم در شهرستان تویسرکان | قشلاق           | ۳۰۰            | ۱۲             | ۹            | ۷                   | ۴۰                  |
| قلعه بختیار   | بخشی نامعلوم در شهرستان تویسرکان | قلعه بختیار     | ۸۰۰            | ۲۵             | ۳۲           | ۱۲                  | ۸۰                  |
| قلعه قاضی     | بخشی نامعلوم در شهرستان تویسرکان | قلعه قاضی       | ۳۵۰            | ۱۰             | ۱۰           | ۶                   | ۳۰                  |
| قلعه نوروز    | بخشی نامعلوم در شهرستان تویسرکان | قلعه نوروز      | ۱۸۰            | ۱۲             | ۱۰           | ۸                   | ۴۰                  |
| قلعه نوروز    | بخشی نامعلوم در شهرستان تویسرکان | قلعه نوروز      | ۲۰۰            | ۸              | ۱۲           | ۹                   | ۴۰                  |
| قلی لاله علیا | بخشی نامعلوم در شهرستان تویسرکان | قلی لاله علیا   | ۳۰۰            | ۱۶             | ۱۴           | ۶                   | ۶۵                  |
| قنات باباپیر  | بخشی نامعلوم در شهرستان تویسرکان | باباپیر         | ۲۰۰            | ۱۴             | ۱۰           | ۹                   | ۳۰                  |
| قنات باباپیر  | بخشی نامعلوم در شهرستان تویسرکان | باباپیر         | ۲۰۰            | ۹              | ۸            | ۸                   | ۲۰                  |
| قنات باغ      | بخشی نامعلوم در شهرستان تویسرکان | بوجان           | ۳۰۰            | ۱۴             | ۱۲           | ۶                   | ۱۰۰                 |
| قنات باغ      | بخشی نامعلوم در شهرستان تویسرکان | ترمیانک         | ۲۵۰            | ۹              | ۱۰           | ۸                   | ۴۰                  |
| قنات بالا     | بخشی نامعلوم در شهرستان تویسرکان | گل‌آباد          | ۹۰۰            | ۲۷             | ۲۰           | ۲۰                  | ۲۸۰                 |
| قنات بزرگ     | بخشی نامعلوم در شهرستان تویسرکان | حمیل‌آباد        | ۹۰۰            | ۲۶             | ۲۰           | ۲۰                  | ۲۰۰                 |
| قنات تازه     | بخشی نامعلوم در شهرستان تویسرکان | سوتلق           | ۲۵۰            | ۱۲             | ۱۰           | ۸                   | ۶۰                  |
| قنات مالکین   | بخشی نامعلوم در شهرستان تویسرکان | کوزان           | ۵۰۰            | ۱۷             | ۱۶           | ۱۰                  | ۸۰                  |
| قنات هوش      | بخشی نامعلوم در شهرستان تویسرکان | هوش             | ۷۰۰            | ۲۵             | ۱۶           | ۱۲                  | ۱۳۰                 |
| قنات چشمه گل  | بخشی نامعلوم در شهرستان تویسرکان | گشانی           | ۳۰۰            | ۱۵             | ۱۲           | ۹                   | ۴۰                  |
| قنات کره پی   | بخشی نامعلوم در شهرستان تویسرکان | باباپیر         | ۳۵۰            | ۱۴             | ۱۲           | ۶                   | ۲۰                  |
| قنات کوه      | بخشی نامعلوم در شهرستان تویسرکان | بهاراباب        | ۳۲۰            | ۱۲             | ۱۱           | ۷                   | ۱۲۰                 |
| قنات‌آباد ی    | بخشی نامعلوم در شهرستان تویسرکان | پیرغیب          | ۹۰۰            | ۲۲             | ۳۰           | ۱۸                  | ۳۰۰                 |
| قنات‌آباد ی    | بخشی نامعلوم در شهرستان تویسرکان | ابدالان         | ۲۷۰            | ۱۶             | ۱۴           | ۸                   | ۸۰                  |
| مری           | بخشی نامعلوم در شهرستان تویسرکان | کندرسفلی        | ۸۰۰            | ۳۰             | ۲۲           | ۱۲                  | ۲۰۰                 |
| معتصم‌آباد     | بخشی نامعلوم در شهرستان تویسرکان | معتصم‌آباد       | ۴۵۰            | ۱۷             | ۱۳           | ۴                   | ۴۰                  |
| ملک منصور     | بخشی نامعلوم در شهرستان تویسرکان | کیخوران         | ۱۲۰۰           | ۳۴             | ۱۷           | ۲۰                  | ۲۸۰                 |
| منوا          | بخشی نامعلوم در شهرستان تویسرکان | جراء            | ۴۵۰            | ۱۴             | ۱۶           | ۱۲                  | ۵۰                  |
| مین‌آباد       | بخشی نامعلوم در شهرستان تویسرکان | میانده          | ۹۰۰            | ۲۶             | ۱۷           | ۱۲                  | ۸۰                  |
| مین‌آباد       | بخشی نامعلوم در شهرستان تویسرکان | میانده          | ۱۲۰۰           | ۳۶             | ۱۸           | ۲۰                  | ۱۲۰                 |
| مین‌آباد       | بخشی نامعلوم در شهرستان تویسرکان | مین‌آباد         | ۵۰۰            | ۱۶             | ۸            | ۴۰                  | ۱۷۰                 |
| نظربکی        | بخشی نامعلوم در شهرستان تویسرکان | قلعه قاضی       | ۳۵۰            | ۱۲             | ۱۲           | ۸                   | ۳۰                  |
| نوما          | بخشی نامعلوم در شهرستان تویسرکان | ستیانه          | ۲۵۰            | ۹              | ۱۲           | ۸                   | ۶۰                  |
| هرهره         | بخشی نامعلوم در شهرستان تویسرکان | هرهره           | ۳۲۵۰           | ۱۰             | ۸            | ۴                   | ۳۰                  |
| پیرغیب        | بخشی نامعلوم در شهرستان تویسرکان | پیرغیب          | ۱۲۰۰           | ۰              | ۱            | ۰                   | ۲۰۰                 |
| چشمه خاصه     | بخشی نامعلوم در شهرستان تویسرکان | ارزووج          | ۲۵۰            | ۱۱             | ۸            | ۱۵                  | ۸۰                  |
| چهاردانگی     | بخشی نامعلوم در شهرستان تویسرکان | میانده          | ۸۰۰            | ۲۵             | ۱۴           | ۱۶                  | ۱۵۰                 |
| کلنجان        | بخشی نامعلوم در شهرستان تویسرکان | کوزان           | ۶۰۰            | ۱۸             | ۱۴           | ۹                   | ۸۰                  |
| کمانگران      | بخشی نامعلوم در شهرستان تویسرکان | کمانگران        | ۳۰۰            | ۱۰             | ۱۲           | ۷                   | ۳۰                  |
| کمانگران      | بخشی نامعلوم در شهرستان تویسرکان | کمانگران        | ۲۵۰            | ۱۰             | ۹            | ۵                   | ۳۰                  |
| کمانگران      | بخشی نامعلوم در شهرستان تویسرکان | کمانگران        | ۲۰۰            | ۷              | ۸            | ۴                   | ۸                   |
| کمرخانی       | بخشی نامعلوم در شهرستان تویسرکان | ورداورد سفلی    | ۲۰۰            | ۱۲             | ۱۴           | ۹                   | ۸۰                  |
| کورح          | بخشی نامعلوم در شهرستان تویسرکان | جراء            | ۵۰۰            | ۱۷             | ۱۶           | ۱۶                  | ۶۰                  |
| کیخوران علیا  | بخشی نامعلوم در شهرستان تویسرکان | کنجوران         | ۳۷۰            | ۱۵             | ۱۴           | ۸                   | ۱۷۰                 |
| کیخوران وسطی  | بخشی نامعلوم در شهرستان تویسرکان | کیخوران         | ۳۰۰            | ۱۳             | ۱۲           | ۴                   | ۱۲۰                 |
| کیسار         | بخشی نامعلوم در شهرستان تویسرکان | ورد آورد وسطی   | ۲۷۰            | ۹              | ۱۰           | ۸                   | ۷۰                  |
| گازرخانی      | بخشی نامعلوم در شهرستان تویسرکان | روداور          | ۸۰۰            | ۲۵             | ۱۸           | ۴۰                  | ۱۵۰                 |
| گل زرد        | بخشی نامعلوم در شهرستان تویسرکان | گل زرد          | ۷۰۰            | ۲۲             | ۱۶           | ۱۴                  | ۶۰                  |
| گلیان         | بخشی نامعلوم در شهرستان تویسرکان | گلیان           | ۲۵۰            | ۹              | ۸            | ۴                   | ۲۰                  |
| گنجه          | بخشی نامعلوم در شهرستان تویسرکان | روستا نامعلوم   | ۲۰۰            | ۸              | ۱۲           | ۸                   | ۳۰                  |
| یعقوب شاه     | بخشی نامعلوم در شهرستان تویسرکان | یعقوب شاه       | ۲۰۰            | ۹              | ۸            | ۴                   | ۴۰                  |
| ۲۴ جفتی       | بخشی نامعلوم در شهرستان تویسرکان | ولاشجرد         | ۱۳۰۰           | ۴۲             | ۲۴           | ۸۰                  | ۲۰۰                 |
| ۹۶ جفتی       | بخشی نامعلوم در شهرستان تویسرکان | ولاشجرد         | ۱۷۰۰           | ۳۸             | ۱۸           | ۱۰۰                 | ۲۵۰                 |